# 내진로
내진로(Naejin-ro)는 경기도 포천시 내촌면 고장촌삼거리에서 시작하여, 진목사거리까지 이어주는 도로이다.

## 주요 경유지
경기도
- 포천시 내촌면

## 노선 경로
| 이름          | 접속 노선              | 소재지 | 소재지 | 비고 |
| ------------- | ---------------------- | ------ | ------ | ---- |
| 고장촌삼거리  | 국도 제87호선 (포천로) | 포천시 | 내촌면 |      |
| 내촌교        |                        | 포천시 | 내촌면 |      |
| 진목사거리    | 국도 제87호선 (포천로) | 포천시 | 내촌면 |      |
| 부흥로와 직결 |                        |        |        |      |